# 塞氏隆背鰩
塞氏隆背鰩（學名：Notoraja sereti），為軟骨魚綱鰩目單鰭鰩科隆背鰩屬的一種，分布於中西太平洋巴布亞紐幾內亞海域，深度800至980公尺，本魚盤寬大於長，寬度為體長的47.1–50.3%，長度為體長的42–43.6%，眶前長度為眼眶長度的2.4–3倍，眶間長度的2.9–3.6倍，兩個背鰭，背間距為體長的 1.1–1.9%，體盤的背面和大部分腹面完全柔軟，覆蓋著細小的細齒，尾巴細長，全身天鵝絨般柔軟，沒有刺狀的小齒，尾側褶皺發育良好，鼻葉擴大，鼻簾寬度為體長的7.9–8.3％，背面和腹面呈灰褐色至深藍灰色，體長可達45.9公分，棲息在沙泥底質海域，為深海底棲性魚類，屬肉食性，卵生, 生活習性不明。